# Banque de Syrie et du Liban
Pour les articles homonymes, voir BSL.
La Banque de Syrie et du Liban (BSL) est une banque fondée en 1919.

## Historique

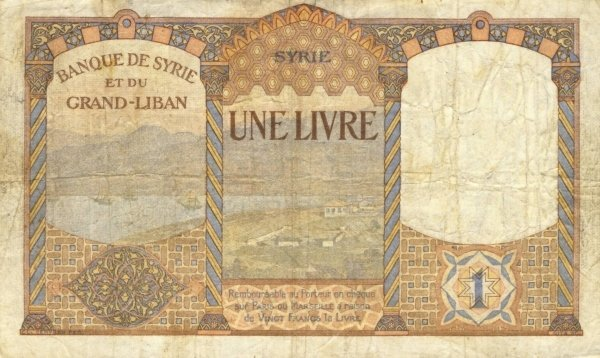
Billet de 1 livre de la Banque de Syrie et du Grand Liban, 1939.

En 1919, la Banque de Syrie est constituée par des capitaux français, majoritaires, et des capitaux britanniques, en tant que filiale de la Banque ottomane, société à capitaux multiples. Elle prend le nom de Banque de Syrie et du Grand-Liban en 1924, puis de Banque de Syrie et du Liban en 1939.
Dès sa constitution, elle obtient le privilège d'émettre des billets de banque.
En 1963, à la suite de la constitution de la banque centrale libanaise, la Banque du Liban (BDL), qui récupère les activités liées à l'émission des billets, elle prend le nom de Société Nouvelle de la Banque de Syrie et Liban (SNBSL).

## Dirigeants

### Liste des présidents
- Félix Vernes

Le président actuelle est Ramsay El Khoury.